# 抵抗：灭绝人类
《抵抗：灭绝人类》是一款由Insomniac开发的主视角射击游戏，适用于PlayStation 3平台，2006年11月发售。游戏场景设定在十月革命、第二次世界大战均未发生过的20世纪中叶。玩家在游戏中扮演一名美国士兵内森·黑尔（Nathan Hale），与试图灭绝人类的合成兽Chimera战斗。这种怪兽由俄国人研发，已踏平亚洲和欧洲大部。玩家使用的是真实世界中不存在的自动武器和能量武器。
本作的多人游戏模式可以支持最多40人进行联机。2014年3月28日，索尼关闭了《抵抗：灭绝人类》、《抵抗2》、《抵抗3》的线上服务。